# Pfarrkirche St. Leonhard im Pitztal

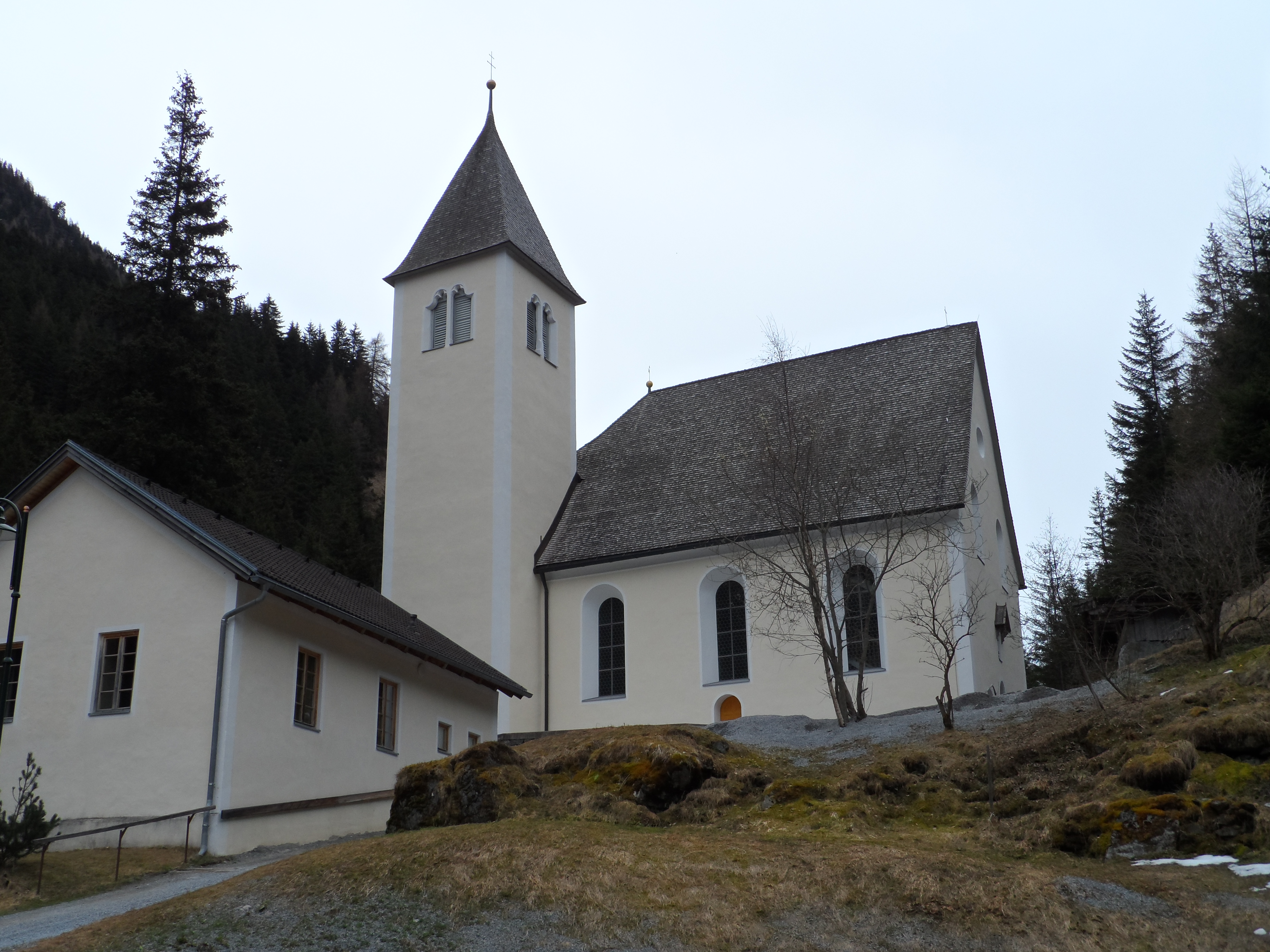
Pfarrkirche hl. Leonhard in St. Leonhard

Die römisch-katholische Pfarrkirche St. Leonhard im Pitztal steht im Weiler St. Leonhard in der Gemeinde St. Leonhard im Pitztal im Bezirk Imst in Tirol. Sie ist dem heiligen Leonhard geweiht und gehört zum Dekanat Imst in der Diözese Innsbruck. Das Gebäude steht unter Denkmalschutz.

## Lagebeschreibung
Die Kirche liegt im Weiler St. Leonhard erhöht über der Straße und ist von einem Friedhof umgeben.

## Geschichte
Die Kirche wird 1485 erstmals urkundlich erwähnt. 1666 wurde die Weihe einer Kirche erwähnt. Der heutige Bau geht auf einen Umbau der frühbarocken Vorgängerkirche um 1762 zurück, wovon vor allem das deutlich erweiterte Langhaus der Kirche zeugt. Sie wurde am 3. August 1778 abermals geweiht, diesmal von Ignaz Graf Spaur, dem damaligen Administrator des Brixener Fürstbischofs. 1891 wurde die Kirche zur Pfarrkirche erhoben, 1991 wurden zum 100-jährigen Jubiläum umfangreiche Renovierungsarbeiten fertiggestellt.

## Architektur
Außenbeschreibung
Die Kirche ist ein einfacher Bau mit polygonalem eingezogenem Chor. Der Nordturm hat zweibahnige Schallfenster und ist mit einem Zeltdach gedeckt. Das Langhaus hat auf beiden Seiten jeweils drei Rundbogenfenster. Oberhalb des Portals befindet sich eine 1992 vom örtlichen Seniorenbund gestiftete Schnitzfigur des hl. Leonhard.
Innenbeschreibung
Das Langhaus und der Chor sind tonnengewölbt mit Stichkappen. Das Gewölbe ruht auf Pilastern und in drei Joche gegliedert. Ein rundbogiger Triumphbogen teilt Kirchenschiff und Chor. Auf der Westseite ist eine zweigeschoßige Empore.
Die 1990 bei den Renovierungsarbeiten freigelegten, spätbarocken Ausmalungen im Innenraum zeigen dekorative und florale Motive und stammen von Philipp Jakob Greil (1729–1787) aus Pfunds, dem außerdem die gemalten Kreuzwegstationen, Apostelkreuze und die Malerei an der gemauerten Kanzel zugeschrieben werden. Im 19. Jahrhundert wurde die Decke mit Plafondbildern, die den hl. Leonhard bei der Predigt und Jesus als göttlicher Kinderfreund zeigen, ausgemalt, die jedoch heute nicht mehr vorhanden sind.

## Ausstattung
Die Altarausstattung stammt aus der Erbauungszeit der Kirche im dritten Viertel des 18. Jahrhunderts. Die Holzschnitzfiguren stammen aus der Werkstatt von Jakob Wittwer bzw. seinem Sohn Josef Georg Wittwer. Die Altarblätter malte Philipp Jakob Greil. Der Hochaltar wurde sehr qualitätsvoll ausgeführt. Das Hochaltarbild zeigt den „heiligen leonhard in Glorie“, wie üblich als Benediktinerabt mit Stab. Es wird von Figuren der Heiligen Petrus und Jakobus flankiert. Auf dem linken Seitenaltar steht ein Bild der „Maria Immaculata“. Das Oberbild zeigt die heilige Anna. Das Oberbild wird von Figuren des heiligen Joachim und einem zweiten männlichen Heiligen flankiert. Das Bild des rechten Seitenaltares malte Philipp Jakob Greil im Jahr 1767. Es zeigt den heiligen Franz Xaver bei seiner Missionstätigkeit in Ostindien. Das Oberbild stellt den heiligen Josef dar und wird von Figuren der Heiligen Ignatius und Aloisius flankiert, sie stammen aus der Werkstatt von Andreas Kölle (1680–1755) in Fendels.
Die Stuckkanzel aus dem dritten Viertel des 18. Jahrhunderts weist Malereien der vier Evangelisten auf, sie wurden bei Renovierungsarbeiten in den 1960ern freigelegt. Die Bildfelder zeigen die vier Evangelisten, mit ihren Attributen in separaten Feldern darunter. Im rechten Feld folgen darauf drei Kinderengel mit den Symbolen der drei göttlichen Tugenden Glaube (Kelch), Liebe (Herz) und Hoffnung (Anker).
In der Kirche befindet sich in der linken Wand des Langhauses der Grabstein des Erbauers der Kirche - Jakob Gargitter († 1773). Die beiden klassizistischen Beichtstühle wurden um 1800 mit Aufsatzfiguren der hll. Petrus und Maria Magdalena ergänzt, um auf das Sakrament der Buße hinzuweisen.

## Glocken
Das Geläute der Pfarrkirche von St. Leonhard im Pitztal besteht aus vier klangvollen Stahlglocken, die im Jahre 1923 von den Gußstahlwerken Böhler aus Kapfenberg in der Steiermark gegossen wurden.
Die Stimmung der Glocken lautet: e1 g1 a1 h1

## Orgel

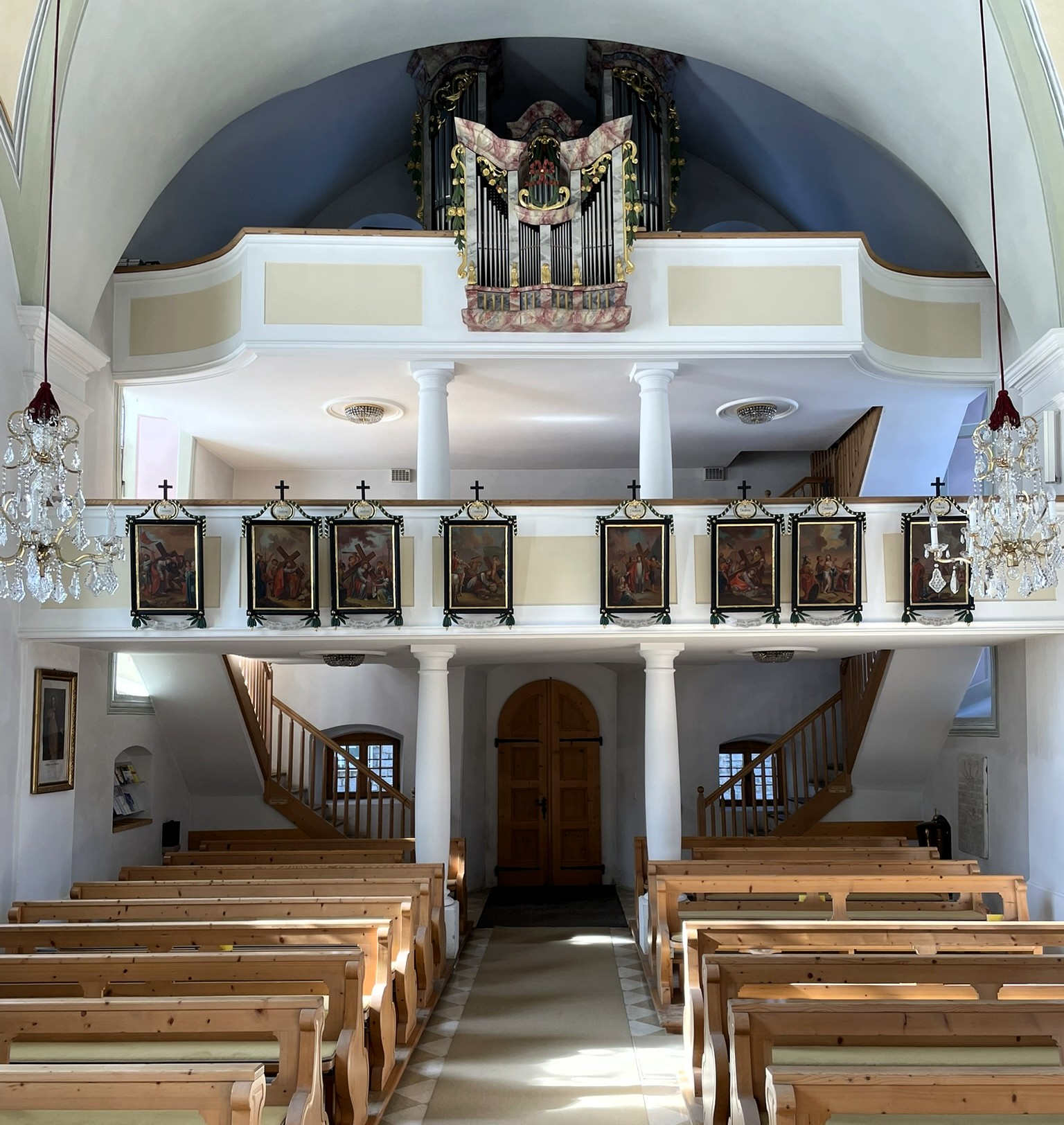
Emporen und Orgel

Die Orgel von Andreas Mauracher hat ein Brüstungspositiv und stammt aus dem Jahr 1805. Die gerahmten Stationsbilder auf der Brüstung ergänzen die auf den Kirchenwänden angebrachten Kreuzwegstationen.